# Dean Collins
Dean Richard Collins (Los Ángeles, California, 30 de mayo de 1990) es un actor estadounidense conocido por su papel como "Mike Gold" en la serie The War at Home (La guerra en casa) de la cadena Fox. La serie se emitió en Estados Unidos entre septiembre del año 2005 hasta abril del 2007.
Anteriormente ya había tenido varios papeles en varias series como "Reading Caboose" o Jack & Bobby.
También apareció en el papel de "Harry Beardsly" en la película del año 2005 Yours, Mine and Ours y como "Garret" en la película Hoot (2006). 
En 2011, Collins participó en el episodio piloto de Lost and Found de ABC. Collins aparece regularmente como copresentador no oficial, a tiempo parcial y ocasional, del podcast del actor Michael Rapaport, I Am Rapaport .

## Primeros años
Collins tiene una hermana menor y dos hermanos mayores: Blake Collins, cantautor profesional, y Nick Collins, quien trabaja en una agencia de talentos en Beverly Hills. Collins es judío.
Collins se hizo amigo del también actor Logan Lerman mientras interpretaba al mejor amigo de su personaje en Jack & Bobby, y mantuvieron una estrecha relación tras la cancelación de la serie. Volvieron a trabajar juntos en Hoot , donde Collins tuvo un papel secundario. En su tiempo libre, colaboraron en la creación de cortometrajes cómicos, que subieron a YouTube con su cuenta conjunta "monkeynuts1069".
Collins y Lerman formaron una banda llamada Indigo, junto con el músico Daniel Pashman. Collins era la voz principal, Lerman tocaba el teclado y la guitarra, y Pashman la batería.

## Filmografía

### Películas
| Año  | Título             | Rol             |
| ---- | ------------------ | --------------- |
| 2005 | Yours, Mine & Ours | Harry Beardsley |
| 2006 | Hoot               | Garrett         |
| 2008 | The Least of These | Travis          |

### Television
| Año       | Título            | Rol            | Notas                            |
| --------- | ----------------- | -------------- | -------------------------------- |
| 1999–2000 | Mad TV            | Ernie          | 4 episodios                      |
| 2004–2005 | Jack & Bobby      | Warren Feide   | 11 episodios                     |
| 2005–2007 | La Guerra en Casa | Mike Gold      | Serie regular                    |
| 2008      | Sin rastro        | Corey Pickford | Episodio: "Last Call"            |
| 2010      | Community         | Scott Waugh    | Episodio: "The Art of Discourse" |